# I, Libertine
Das Buch I, Libertine (englisch) ist ein literarischer Hoax (Falschmeldung), der im April 1955 von dem US-amerikanischen Autor und Radiomoderator Jean Parker Shepherd gestartet wurde und zur realen Veröffentlichung eines ursprünglich fiktiven Buches führte.

## Entstehungsgeschichte
Eine Besonderheit der Bestsellerlisten in den USA der 1950er Jahre war, dass nicht nur reale Verkaufszahlen, sondern auch eine festgestellte Nachfrage die Platzierung eines Buches bestimmte. Im April 1955 wurde Shepherd, als er in einem Buchladen an der Fifth Avenue in New York nach einem bestimmten Buch fragte, belehrt, es könne überhaupt nicht existieren, da es auf den Verlagslisten nicht zu finden sei. Daraufhin beschloss er, die Lächerlichkeit dieser Sichtweise öffentlich bloßzustellen. Unter Mitwirkung der Stammhörer seiner populären nächtlichen Radiosendung „The Night People“ erdachte er ein fiktives Buch mit dem Titel „I, Libertine“. Bei diesem sollte es sich um einen Roman handeln, der amouröse Abenteuer und höfische Intrigen im London des 18. Jahrhunderts schildert. Angeblicher Autor sei ein „Frederick R. Ewing“, Absolvent der University of Oxford, Offizier der Royal Navy im Ruhestand und „bekannt für seine Hörfunkreihe über die Erotik des 18. Jahrhunderts in der BBC.“ Shepherd forderte seine Hörer auf, in den kommenden Tagen in möglichst vielen Buchhandlungen nach diesem Buch zu fragen und es als Bestellung vorzumerken. Diese Aufforderung stieß überregional auf große Resonanz, alleine in dem Buchladen an der Fifth Avenue gingen 27 Bestellungen ein. Schon bald tauchte das fiktive Buch tatsächlich auf Verlags- und Anfang 1956 auch auf der Bestsellerliste der New York Times auf.
Der von Shepherd in Umlauf gesetzte Hoax griff weiter um sich, selbst in Europa kam es zu Bestellungen, und Berichte über Personen, die den Roman angeblich gelesen haben wollten, erschienen. Schon bald entstanden weitere Legenden um den Roman: Ein Student, der ihn in einer literaturwissenschaftlichen Arbeit behandelte, soll von seinem Professor wegen seiner „gründlichen Recherche“ belobigt worden sein. Eine Kirche in Boston setzte das Buch auf den Index. 
Anfang 1956 hatte der Verleger Ian Ballantine (Ballantine Books) versucht, den angeblichen „Frederick R. Ewing“ ausfindig zu machen, um die Verlagsrechte an dem Roman zu erwerben. Dadurch und durch Recherchen des Wall Street Journal wurde der Hoax schließlich enttarnt. Wegen der hohen Nachfrage beschlossen Ballantine, Shepherd und der Science-Fiction-Autor Theodore Sturgeon, das Buch tatsächlich zu schreiben und zu veröffentlichen. Shepherd, Sturgeon und Ballantines Ehefrau Betty verfassten es gemeinsam unter dem Pseudonym „Frederick R. Ewing“. Es umfasste 192 Seiten (andere Angabe: 151) und wurde von Ballantine Books in einer Auflage von 130.000 Exemplaren vermarktet. Das Titelbild wurde von Frank Kelly Freas gestaltet und enthält einige verdeckte Anspielungen auf die wirklichen Autoren. So ist im Bildhintergrund eine Gaststätte namens „Fish And Staff“ zu sehen, deren Schild einen Hirtenstab und einen Fisch enthält (Hirtenstab als Bezug zu Shepherd, dt. Schäfer, Fisch als Bezug zu Sturgeon, dt. Stör). Auf einer Kutschentür am Bildrand steht das Wort „Excelsior“, ein häufiger Ausruf Shepherds, mit dem er oft auch seine Sendungen beschloss. Die Buchrückseite enthält die erfundene Biografie des Autors. Das Foto des angeblichen Ewing ist in Wirklichkeit eine stark verfremdete Aufnahme von Shepherd.

## Rezeption
Das der Trivialliteratur zuzuordnende Buch wurde von den Kritikern unterschiedlich bewertet, die Auflage wurde jedoch komplett verkauft, wodurch das Buch erneut und nun real zum Bestseller wurde. Gut erhaltene antiquarische Exemplare werden heute für mehrere hundert Euro angeboten. Donald Fagen gab an, er habe ein Exemplar dieses Buches besessen.